# 츠네요시 리에
쓰네요시 리에(일본어: 恒吉梨絵, 1989년 11월 28일 ~ )는 일본의 배우이다.